# Marco Vinicio Cerezo Arévalo
Marco Vinicio Cerezo Arévalo (ur. 26 grudnia 1942 w mieście Gwatemala) – gwatemalski polityk, adwokat, sekretarz generalny Partii Chrześcijańsko-Demokratycznej w latach 1976–1985, kandydat w wyborach prezydenckich 1982 (przegranych), który w 1986 został pierwszym (od 1966) cywilnym prezydentem Gwatemali po odsunięciu od władzy Efraína Ríosa Montta przez Óscara Humberto Mejíę Victoresa. W 1989 przetrwał nieudaną próbę zamachu stanu przeciwko niemu, którą zażegnała armia.